# کالج گراتز
کالج گراتز یک کالج خصوصی یهودی در ملروس پارک، پنسیلوانیا است. خاستگاه این کالج به سال ۱۸۵۶ می‌رسد، زمانی که هیمن گراتز بانکدار برای ایجاد یک کالج معلمان عبری به آن پیوستند. گراتز یک کالج خصوصی هنرهای لیبرال است که در یک محیط حومه شهر واقع شده‌است و در درجه اول یک پردیس رفت و آمد با دوره‌های آنلاین است.